# کانادا (کانزاس)
کانادا (به انگلیسی: Canada) یک منطقهٔ مسکونی در ایالات متحده آمریکا است که در شهرستان ماریون، کانزاس واقع شده‌است. کانادا ۴۱۵٫۱۴ متر بالاتر از سطح دریا واقع شده‌است.